# マスカリン海台

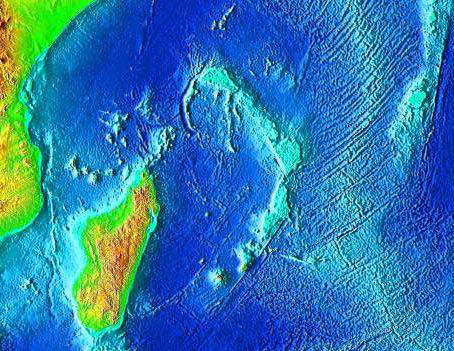
マスカリン海台

マスカリン海台（マスカリンかいだい）はマダガスカルの北から東のインド洋にある海台。
北のセーシェルから南のレユニオン島まで、およそ2000kmにわたって伸びている。面積は115,000 km2、水深は8から150mであり、その周囲は4000mの深海平原となっている。
インド洋ではケルゲレン海台に次いで2番目に大きな海台である。
北部にはセーシェルやアガレガ諸島が、南部にはマスカリン諸島やサヤ・デ・マルハ・バンク、ナザレスバンク、スーダンバンク、ホーキンスバンクがある。
北部は花崗岩からなり、古代の超大陸であるゴンドワナ大陸の一部であったものである。花崗岩の上には石灰岩や玄武岩が堆積している。セーシェルの玄武岩は、白亜紀末期、66万年前に起こりインドのデカン・トラップを形成した火山活動によるものである。
南部はチャゴス・ラッカディヴ海嶺とともにレユニオン・ホットスポットにより形成されたものである。